# Département de Dianra
Le département de Dianra est un département de Côte d'Ivoire. 